# Doupe
Doupe est un village de la région du Centre du Cameroun, situé dans la commune de Dibang. 

## Population et développement
La population de Doupe était de 423 habitants dont 195 hommes et 228 femmes, lors du recensement de 2005.     